# سامانثا سباكمان
سامانثا سباكمان (بالإنجليزية: Samantha Spackman)‏ هي لاعبة كرة قدم أسترالية، ولدت في 16 يونيو 1991 في أستراليا. لعبت مع سيدني إف سي ‏.